# Подводные лодки типа «Крейсерская»
Подводные лодки типа К, «Крейсерская», XIV серии — тип советских подводных лодок времён Второй мировой войны. Лодки этого типа предназначались для долгих одиночных, автономных походов к коммуникациям противника и стали самыми крупными подводными лодками ВМФ СССР в тот период. На флоте лодки получили прозвище «Катюша». Всего в 1936—1938 годах было заложено 12 лодок этого типа, из которых до начала войны ввели 6, сосредоточенных в составе Северного флота. Ещё четыре лодки Балтийского флота были поставлены на вооружение уже в ходе войны, пятая вступила в строй уже к её концу и в боевых действиях не участвовала, а ещё одна достроена так и не была. Подводные лодки типа «К» активно использовались в ходе войны на коммуникациях противника в Балтийском море и у берегов Норвегии, всего за ними числится потопленными 16 судов общим тоннажем 27 236 брт и 9 боевых кораблей противника, а повреждёнными — 2 судна тоннажем 15 979 брт и 4 боевых корабля. К концу войны уцелели шесть лодок этого типа, которые оставались на вооружении советского флота до середины 1950-х годов.

## История создания
История подводных лодок типа «К» ведёт своё начало из двух концепций подводной лодки, прорабатывавшихся в СССР — «эскадренной подводной лодки» и «подводного крейсера». Первая представляла собой подводную лодку, способную действовать в составе эскадры крупных надводных кораблей совместно с ними, что требовало прежде всего высокой скорости надводного хода — порядка 20 узлов. Основным же свойством крейсерской лодки являлась высокая дальность плавания, позволявшая действовать на дальних морских коммуникациях противника вне зон его противолодочной обороны, в сочетании с мощным артиллерийским вооружением. Такая концепция пользовалась в 1920-е годы определённой популярностью за рубежом, так, концепция эскадренной подводной лодки наибольшее развитие получила в Великобритании. СССР стремился иметь в составе своего флота те же классы и подклассы военных кораблей, что и у ведущих морских держав, поэтому уже в начале 1920-х годов среди планировавшихся к строительству классов подводных лодок предусматривались «подводный крейсер с мощным артиллерийским вооружением» и «эскадренная подводная лодка». Отдельные черты эскадренности были введены уже на лодках типа «Д», но в полной мере концепцию воплотили при строительстве типа «П». Три лодки этого типа, строившиеся в 1931—1936, однако же, оказались столь неудачны, что уже через два года после вступления в строй были переведены в учебные подразделения. Концепция подводного крейсера, с дальностью плавания в 12 000 миль, автономностью 45 суток и вооружением из двух 100-мм орудий при максимальной скорости хода всего в 12 узлов, была проработана в 1930—1932 годах, но практического воплощения в то время не получила из-за недостатка финансирования.
В 1932 году было решено создать компромиссный проект большой лодки, сочетавший бы как высокую скорость надводного хода эскадренной лодки, так и большую дальность плавания и мощное вооружение крейсерской. Проработка этой концепции осуществлялась в 1932—1934 годах, с учётом ошибок, допущеных при создании лодок типа «П», недостатки которых были очевидны уже к моменту их закладки. По представленному в 1934 году оперативно-тактическому заданию, новая лодка должна была:
- Атаковать боевые корабли и силы десанта противника при действиях в одиночку, группой и совместно с надводными силами в открытом море и океане.
- Действовать на коммуникациях в отдалённых районах.
- Нести разведывательную и позиционную службу.
- Проводить диверсионные операции (высадку разведывательных групп и действия на берегу).
- Быть в состоянии атаковать как торпедным оружием, так и выстановкой маневренных минных заграждений в ходе эскадренного боя по курсу вражеских кораблей.

Проект такой лодки, получивший обозначение КЭ-9 («крейсерско-эскадренная»), был предложен в начале 1935 года начальником Отдела подводного кораблестроения НИИ военного кораблестроения М. А. Рудницким и одобрен Начальником Морских сил 15 апреля 1935 года. В честь своего создателя, лодки типа «К» порой также обозначаются как КР («Крейсер Рудницкого») Эскизный проект лодки был утверждён 25 января 1936 года и передан в ЦКБС-2 для дальнейшей разработки под контролем Рудницкого. Ещё один проект крейсерско-эскадренной лодки был параллельно разработан в ЦКБ-9, но в итоге был выбран проект Рудницкого, как более удачный. Характеристики проекта КЭ-9 были столь многообещающими, что в соответствии с принятой в 1936 году кораблестроительной программой, все строившиеся в дальнейшем большие подводные лодки должны были принадлежать к этому типу, вдобавок, в пользу них прекращалось дальнейшее строительство специализированных подводных минных заградителей типа «Л».

## История строительства
В соответствии с 10-летней кораблестроительной программой, утверждённой 26 июня 1936 года, предусматривалось строительство 62 подводных лодок типа «К»: шести для Балтийского флота, четырёх для Черноморского флота, 17 для Северной военной флотилии и 35 для Тихоокеанского флота. Однако в реальности было заложено только 12: три для Северного, три для Балтийского и шесть для Тихоокеанского флота. Сборку лодок для Тихоокеанского флота поначалу планировалось производить во Владивостоке, куда они доставлялись бы в разобранном виде, но позже от этой идеи отказались и строительство всех лодок серии осуществлялось в Ленинграде, на заводах № 194, № 189 и № 196.
В процессе строительства из-за спешки с его началом, возникли неожиданные осложнения. Так, при расчётах выяснилось, что центр тяжести двух дизельных двигателей, каждый из которых весил 130 тонн, находился на метр выше, чем предусматривалось техническим проектом, к чему добавилась строительная перегрузка ряда конструкций. В результате этого и без того сравнительно невысокая метацентрическая высота лодки снижалась на 7—8 см и становилась вовсе недопустимой. Для исправления возникшей ситуации пришлось уменьшить толщину лёгкого корпуса, убрать щитки орудий и облегчить ряд других конструкций надстройки, но даже в таком виде метацентрическая высота оставалась на уровне 30 см, вместо предусмотренных проектом 34 см. Всё это привело к тому, что в 1937 году возникли сомнения в удачности проекта в целом и после закладки первых двенадцати лодок, начало постройки остальных приостановили до получения удовлетворительных результатов испытаний головных кораблей.
Сдача первых трёх лодок изначально планировалась на конец 1938 года, пяти следующих — в 1939 году, а четырёх оставшихся — не позднее конца 1940 года, однако из-за задержек с поставками комплектующих, прежде всего элементов силовой установки, эти сроки были сорваны. При строительстве лодок типа «К» вводился ряд новшеств, таких как цельносварной лёгкий корпус, хотя и в сочетании с клёпаным прочным; тонкостенное стальное литьё.
К началу Великой Отечественной войны 22 июня 1941 года, заводами были сданы и находились на вооружении 6 лодок серии: К-1, К-2, К-3, К-21, К-22 и К-23. Ещё четыре лодки: К-51, К-52, К-53 и К-56, были введены в строй в 1942—1943 годах, а К-55 вступила в строй 25 декабря 1944 года и в боевых действиях принять участия не успела. Одна лодка, К-54, достроена так и не была и после войны была пущена на слом. Стоимость постройки К-1 составила 23 миллиона рублей, на серийных лодках эта величина была снижена до 18 миллионов.

## Представители
| Подводные лодки типа «Крейсерская» | Подводные лодки типа «Крейсерская» | Подводные лодки типа «Крейсерская» | Подводные лодки типа «Крейсерская» | Подводные лодки типа «Крейсерская» | Подводные лодки типа «Крейсерская» | Подводные лодки типа «Крейсерская»              |
| Наименование                       | Завод                              | Заводской №                        | Заложена                           | Спуск на воду                      | Окончание строительства            | Окончание службы                                |
| Северный флот                      | Северный флот                      | Северный флот                      | Северный флот                      | Северный флот                      | Северный флот                      | Северный флот                                   |
| ---------------------------------- | ---------------------------------- | ---------------------------------- | ---------------------------------- | ---------------------------------- | ---------------------------------- | ----------------------------------------------- |
| К-1                                | № 194                              | 451                                | 27 декабря 1936                    | 28 апреля 1938                     | 16 декабря 1939                    | пропала без вести в сентябре 1943               |
| К-2                                | № 194                              | 452                                | 27 декабря 1936                    | 28 апреля 1938                     | 16 декабря 1939                    | пропала без вести в сентябре 1942               |
| К-3                                | № 194                              | 453                                | 27 декабря 1936                    | 31 июля 1938                       | 27 ноября 1940                     | пропала без вести в марте 1943                  |
| К-21                               | № 196                              | 108                                | 10 декабря 1937                    | 16 августа 1939                    | 30 ноября 1940                     | снята с вооружения 11 сентября 1954             |
| К-22                               | № 196                              | 109                                | 5 января 1938                      | 4 ноября 1938                      | 15 июля 1940                       | пропала без вести в феврале 1943                |
| К-23                               | № 196                              | 110                                | 5 февраля 1938                     | 28 апреля 1939                     | 25 сентября 1940                   | потоплена глубинными бомбами 12 мая 1942        |
| Балтийский флот                    |                                    |                                    |                                    |                                    |                                    |                                                 |
| К-51                               | № 194                              | 454                                | 28 февраля 1938                    | 30 июля 1939                       | 17 ноября 1943                     | снята с вооружения 29 декабря 1955              |
| К-52                               | № 194                              | 455                                | 28 февраля 1938                    | 5 июля 1939                        | 11 октября 1942                    | снята с вооружения 29 декабря 1955              |
| К-53                               | № 194                              | 456                                | 30 мая 1938                        | 1 сентября 1939                    | 31 июля 1943                       | снята с вооружения 11 сентября 1954             |
| К-54                               | № 189                              | 288                                | 30 апреля 1937                     | 3 марта 1941                       | недостроена, пущена на слом        | недостроена, пущена на слом                     |
| К-55                               | № 189                              | 289                                | 29 апреля 1937                     | 7 февраля 1941                     | 25 декабря 1944                    | снята с вооружения 11 сентября 1954             |
| К-56                               | № 189                              | 290                                | 17 октября 1937                    | 29 декабря 1940                    | 29 октября 1942                    | затонула при ядерных испытаниях 10 октября 1957 |

## Типы «КЭ» и «КУ»
Первая попытка развития типа «К» была предпринята ещё в 1937 году, когда в ЦКБ-18 под руководством Б. А. Малинина начались работы над созданием XIV-бис серии — проектом 41а или типом «КЭ». Отличия от базового проекта заключались в установке создававшихся в то время новых дизельных двигателей мощностью по 6 000 л.с. и возврат к размещению на лодке ангара с гидросамолётом, от которого отказались ещё на ранней стадии проектирования типа «К». В качестве самолёта был выбран СПЛ, успешно прошедший испытания ещё в 1935 году. Из-за выявившейся при проектировании необходимости значительных изменений в конструкции, в сочетании с нестабильностью того периода и неясным будущим двигательной установки лодки, проект в то время реализован так и не был. По документам того времени, одними из причин отказа от него назывались недопустимость увеличения водоизмещения и снижения подводной скорости.
К разработке улучшенного проекта типа «К» вернулись в январе 1940 года по распоряжению нового наркома ВМФ СССР Н. Г. Кузнецова. Создание нового проекта, получившего обозначение «Крейсерская улучшенная» или «КУ», было поручено ЦКБ-18 под руководством З. А. Дерибина. Основными изменениями в «КУ», по сравнению с типом «К», должны были стать установка уже созданных к тому времени двигателей 10ДКР мощностью 6 000 л.с. каждый и введение цельносварного корпуса. Надводное водоизмещение при этом, как предполагалось, должно было вырасти лишь на 50—60, а подводное — на 80 тонн, а надводная скорость и автономность должны были увеличиться до 24 узлов и 60 суток соответственно. Планировалось также проработать установку на лодке ангара с гидросамолётом. Планировалось завершить эскизный проект «КУ» в 1941 году, а технический проект — в 1942 году, с закладкой первых двух лодок в том же году. Однако эти планы оказались сорваны начавшейся Великой Отечественной войной и дальнейшего развития тип «К» так и не получил, несмотря на то, что официально проект считался весьма удачным.

## Конструкция
Прочный корпус подводных лодок типа «К» разделялся на 7 отсеков, начиная с носа:
- Первый отсек: носовой торпедный, жилое помещение матросов
- Второй отсек: аккумуляторный, кают-компания и жилые помещения офицерского состава.
- Третий отсек-убежище: центральный пост
- Четвёртый отсек: аккумуляторный, кубрик и кают-компания старшин
- Пятый отсек: главных дизельных моторов
- Шестой отсек-убежище: вспомогательного дизеля и главных электромоторов, жилое помещение матросов
- Седьмой отсек-убежище: кормовой торпедный, жилое помещение матросов

### Корпус
Подводные лодки типа «К» имели двухкорпусную конструкцию. Прочный корпус лодки имел цилиндроконическую форму с наибольшим диаметром 5,7 м и собирался при помощи клёпки из стальных конструкций толщиной от 18 до 22 мм, концевые переборки — сферические, литые. Прочная рубка лодки размещалась над третьим отсеком и представляла собой горизонтальный цилиндр диаметром 2,3 м, также со сферическими концевыми переборками. Лёгкий корпус лодки — сварной, из 6-мм стальных листов.
На лодке имелось 14 балластных цистерн, из которых 3-я, 4-я, 7-я, 8-я и 9-я служили также для хранения топлива, а 14-я выполняла роль минно-балластной и находилась внутри прочного корпуса.

### Силовая установка
Подводные лодки типа «К» относились к дизель-электрическим, их силовая установка состояла из двух главных дизельных двигателей надводного хода типа 9ДКР мощностью 4 200 л. с. каждый, вспомогательного дизель-генератора и двух электродвигателей типа ПГ11 мощностью в 1 200 л. с. каждый. Аккумуляторные батареи лодки относились к типу «С» и состояли из четырёх групп по 60 элементов, располагавшихся в трюмах 2-го и 4-го отсеков.

### Обитаемость
Стандартный экипаж подводной лодки типа «К» состоял из 67 человек: 10 офицеров, 20 старшин и 37 матросов. 2-й отсек лодки был отведён под кают-компанию и одноместные каюты офицерского состава, а 4-й отсек — под кубрик и кают-компанию старшин, а также электрический камбуз. Рядовой состав и старшины размещались на постоянных койках в 1-м, 6-м и 7-м отсеках.
Провизионные цистерны, вмещавшие половину полного запаса продуктов, располагались в 1-м и 4-м отсеках, остальная же часть запаса распределялась по жилым отсекам. На лодках имелись фреоновые рефрижераторные установки, но из-за отсутствия фреона они не использовались. Запас пресной воды, хранившийся внутри прочного корпуса, составлял 3 тонны. Эксплуатация показала недостаточность этого запаса, а с помощью штатных опреснителей пополнять его не удавалось, поэтому с 1942 года в уравнительной цистерне № 1 оборудовалась выгородка для дополнительных 10 тонн пресной воды.
На лодках, впервые в советском подводном флоте, имелись ванны и душевые для личного состава, однако ванны были сняты со всех лодок вскоре после начала войны, а душевыми практически не пользовались из-за малого напора горячей воды и необходимости экономить пресную воду.
Для регенерации воздуха в подводном положении использовались индивидуальные машинки регенерации с патронами РВ-2, РВ-3 и РВМП с каустической содой, вместе с чистым кислородом, хранившимся под давлением 160 атмосфер в 40-литровых баллонах, обеспечивавшие нахождение под водой до 72 часов. С 1942 года их сменили установки РУКТ-3 конвекционного типа с патронами РВ-5, обеспечивавшие одновременное поглощение углекислого газа и выделение кислорода и позволившие продлить время нахождения под водой до 15 суток, при практически бесшумной работе.

### Вооружение

#### Торпедное
Торпедное вооружение подводных лодок типа «К» состояло из десяти торпедных аппаратов калибром 533,4 мм, шести носовых и четырёх кормовых. Шесть носовых аппаратов располагались в два ряда по три и находились внутри прочного корпуса, из кормовых аппаратов внутри прочного корпуса находились только два нижних, два других же располагались вне его, в надстройке, хотя большая часть их механизмов управления находилась внутри. Торпедные аппараты — стальные трубчатые, пневматические, обеспечивавшие безаварийный пуск торпед с глубины до 15 метров. Приборы беспузырной стрельбы на лодках отсутствовали, лишь в марте 1942 года К-1, К-2, К-3, К-21 и К-22 получили приборы беспузырной стрельбы, причём последние две — только на четыре носовых аппарата, а на надстроечные аппараты приборы не могли быть установлены в принципе.
На лодках имелись электрические «автоматические коробки торпедной стрельбы», дававшие возможность осуществлять пуск торпед из боевой рубки с интервалом до 2 секунд между выстрелами, но из-за ненадёжности на практике они почти не использовались. В 1944 году был создан счётно-решающий прибор ТАС-Л («торпедный автомат стрельбы — лодочный»), позволявший определять скорость и курс цели и рассчитывать параметры стрельбы. Из-за значительных габаритов, установка прибора в лодке могла производиться только при капитальном ремонте со снятием прочной рубки, поэтому в ходе войны ТАС-Л был установлен только на К-21 в конце 1944 года.
Штатный боекомплект лодки составлял 24 торпеды; 10 запасных торпед хранились в стеллажах в 1-м отсеке, ещё 4 могли храниться в пеналах под нижними торпедными аппаратами, но на практике они никогда не загружались, таким образом реальный боекомплект составлял лишь 20 торпед. Кроме того, в расположенных в надстройке торпедных аппаратах в холодное время года замерзала вода, поэтому в Балтийском и Северном флотах эти аппараты зимой не заряжались. Нормативное время перезарядки носовых аппаратов составляло 50 минут, время приёмки торпед составляло 5 часов.
| Торпеды, применявшиеся на подводных лодках типа «К» в годы Великой Отечественной войны | Торпеды, применявшиеся на подводных лодках типа «К» в годы Великой Отечественной войны | Торпеды, применявшиеся на подводных лодках типа «К» в годы Великой Отечественной войны | Торпеды, применявшиеся на подводных лодках типа «К» в годы Великой Отечественной войны | Торпеды, применявшиеся на подводных лодках типа «К» в годы Великой Отечественной войны | Торпеды, применявшиеся на подводных лодках типа «К» в годы Великой Отечественной войны |
| Тип                                                                                    | Год принятия на вооружение                                                             | Длина, м                                                                               | Общая масса, кг                                                                        | Масса ВВ, кг                                                                           | Скорость хода, узлов, при дальности в 4 / 8 / 10 км                                    |
| -------------------------------------------------------------------------------------- | -------------------------------------------------------------------------------------- | -------------------------------------------------------------------------------------- | -------------------------------------------------------------------------------------- | -------------------------------------------------------------------------------------- | -------------------------------------------------------------------------------------- |
| 53-38                                                                                  | 1938                                                                                   | 7,2                                                                                    | 1615                                                                                   | 300                                                                                    | 44,5 / 34,5 / 30,5                                                                     |
| 53-38У                                                                                 | 1939                                                                                   | 7,4                                                                                    | 1725                                                                                   | 400                                                                                    | 44,5 / 34,5 / 30,5                                                                     |
| 53-39                                                                                  | 1941                                                                                   | 7,5                                                                                    | 1780                                                                                   | 317                                                                                    | 51 / 39 / 34                                                                           |

#### Артиллерийское
Артиллерийское вооружение лодки состояло из двух 100-мм орудий Б-24ПЛ образца 1938 года, размещавшихся на палубе спереди и сзади рубки на площадках с фальшбортами и двух 45-мм орудий 21-К образца 1933 года, находившихся на надстройке рубки. 100-мм орудия Б-24ПЛ устанавливались на одиночных поворотных станках с углом возвышения до 45°, а его максимальная дальность стрельбы составляла 21,8 км. Номинальная скорострельность орудия — 10—12 выстрелов в минуту, масса снаряда — 15,8 кг. 45-мм зенитные орудия 21-К также размещались на одиночных поворотных станках, с углом возвышения до 85°. Максимальная дальность стрельбы орудия составляла 9,145 км, а досягаемость по высоте — 4,5 км. Номинальная скорострельность орудия составляла 25—30 выстрелов в минуту, при массе снаряда в 1,41 кг. Боекомплект орудий состоял из 400 100-мм и 1100 45-мм выстрелов.
В дополнение к ним, на лодке имелось два выносных 7,62-мм пулемёта «Максим», могущих устанавливаться на вертлюжных креплениях на ограждении рубки. В 1943 году прорабатывались проекты вооружения лодок спаренными установками 12,7-мм пулемётов ДШК, одна из которых устанавливалась бы вместо носового 45-мм орудия, а другая — позади рубки, но реализованы они так и не были.

#### Минное
Минное вооружение лодки состояло из 20 мин типа ЭП (эскадренная подлодочная). Мины размещались в минно-балластной цистерне, расположенной в центральной части лодки, на рельсах, по которым они перемещались при помощи приводившихся электролебёдкой тросов и сбрасывались через днищевые люки. Из-за низкой надёжности минного устройства, продемонстрированной на головных лодках серии, на балтийских К-51, К-52, К-53, К-55 и К-56, достраивавшихся уже в ходе войны, минные устройства не устанавливались.

### Радиоэлектронное и навигационное оборудование
Стандартный комплект радиоаппаратуры подводных лодок типа «К» включал в себя:
- КВ-передатчик «Скат»
- ДВ-передатчик «Окунь»
- ДВ-приёмник «Дозор»
- КВ-приёмник 45-ПК-1
- УКВ-приёмопередатчик «Рейд»

В 1945 году К-56 и К-53 были также оснащены выдвижной перископной антенной ПА-3. Помимо радиоаппаратуры, все лодки оборудовались станциями звукоподводной связи «Сириус».
В стандартный комплект навигационного оборудования лодок входили:
- Гирокомпас «Курс-1»
- Гирокомпасы ГУ М-1 модель 2
- Магнитный компас ГОН диаметром 127 мм
- Электромеханический лаг ГО М-3 модель 1
- Эхолот ЭЛ
- Радиопеленгатор «Градус-К» или «Бурун»

На лодках имелось по два перископа, командирский и зенитный, оптической длиной 8,5 метров и ходом в 4 метра, размещённых в прочной рубке. На первых шести лодках изначально устанавливались командирские перископы германского производства, с постоянным местом наблюдения, не зависящим от положения головки перископа, но из-за сложностей в эксплуатации и ненадёжности их вскоре заменили на советские. Также на всех лодках имелся шумопеленгатор «Марс-16». На К-1 в опытном порядке в апреле 1941 года был смонтирован гидролокатор «Антарес-1», но испытания показали его непригодность. К-3 и К-22 были в конце 1942 года оснащены гидролокаторами «Асдик/Дракон-129», поставлявшимися по ленд-лизу, но дальнейшего развития эта программа не получила.

## История службы

### Великая Отечественная война

#### Северный флот
Ни одна из подводных лодок типа «К» не успела принять участие в Советско-финской войне, хотя К-1 и К-2 были введены в строй в ходе неё. К-1 и К-2 совершили переход из Ленинграда в Северный флот в июне — августе 1940 года и по прибытии вошли в состав 1-го дивизиона бригады подводных лодок флота. До начала Великой Отечественной войны вступили в строй и были переведены на Северный флот также К-3, К-21, К-22 и К-23. Задачей, поставленной наркомом ВМФ перед лодками Северного флота на случай войны с Германией было «действиями крейсерских подводных лодок нарушать морские сообщения противника вдоль побережья Норвегии и в проливе Скагеррак». Впоследствии подводные лодки предполагалось, очевидно, перевести на Тихоокеанский флот Северным морским путём, но этим планам помешало начало войны.
К началу Великой Отечественной войны, таким образом, на вооружении Северного флота имелось шесть подводных лодок типа «К», но боеготовность их была пониженной, как из-за длительного бездействия их командиров во время затянувшейся постройки лодок, приводившего к потере навыков, так и из-за недостаточной боевой подготовки экипажа после вступления в строй, вследствие начавшейся вскоре войны. В течение 1941 года противодействие вражеских кораблей операциям подводных лодок было сравнительно слабым, но неопытность экипажей и командиров помешала лодкам типа «К» достигнуть значительных успехов. После резкого усиления с весны 1942 года противолодочной охраны германских конвоев и установки минных заграждений, ситуация для лодок типа «К», действия которых к тому же затруднялись большими размерами и конструктивными недостатками, ухудшилась, и они начали нести потери. В мае 1942 года К-23 была потоплена артиллерийским огнём и глубинными бомбами морских охотников после неудачной атаки конвоя, а в сентябре того же года без вести пропала К-2, по всей видимости подорвавшись на мине. В феврале 1943 года без вести пропала К-22, вероятно, также подорвавшись на мине, а в сентябре при невыясненных обстоятельствах, среди которых наиболее вероятной историкам представляется подрыв на мине, пропала без вести К-1. К-3 пропала без вести в марте 1943 года, при до сих пор не ясных обстоятельствах. В результате, к 1944 году из шести лодок типа «К» Северного флота уцелела только К-21, которая с весны 1944 года стала на капитальный ремонт, завершившийся лишь после войны. За годы войны шесть «Катюш», действовавших на севере, выставили 399 мин, выполнили 26 торпедных атак, в которых было выпущено 89 торпед.

#### Балтийский флот
К началу Великой Отечественной войны, на Балтике находились в постройке шесть подводных лодок типа «К», однако с началом войны их строительство резко замедлилось, так как ресурсы были брошены на более актуальные задачи. К-52 и К-56 были введены в строй только в октябре 1942 года, К-51 и К-53 — соответственно, в июле и ноябре 1943 года, так что боевые походы четырёх лодок типа «К» Балтийского флота начались лишь с 1943 года. Как и на Северном флоте, экипажи и командиры лодок отличались невысоким уровнем боевой подготовки, а скованность действий столь крупных подводных лодок в сравнительно мелководном Балтийском море ещё более снижала их эффективность. В результате, значительных успехов на Балтике четыре действовавших там лодки типа «К» не добились, хотя благодаря накопленному советским флотом к 1944—1945 годам опыту боевого применения подводных лодок, ни одна из них и не была потеряна. К-55 была принята на вооружение только 25 декабря 1944 года и в боевых действиях принять участия не успела, а К-54 достроена так и не была и после войны была пущена на слом. За годы войны четыре воевавшие балтийские «Катюши» выполнили 36 торпедных атак, в которых были выпущены 94 торпеды.

#### Достижения
Список подтверждённых побед подводных лодок типа «К» включает 25 потопленных и 6 повреждённых кораблей и судов. Лодками этого типа было потоплено 13 транспортов (26 072 брт), 3 траулера (1 164 брт), 2 сторожевых корабля, 3 больших охотника, 4 мотобота и повреждено 2 транспорта (15 979 брт), 1 тральщик, 3 мотобота:
- Северный флот
  - торпедами: потоплен: 1 большой охотник, повреждён: 1 транспорт (8 116 брт)
  - артиллерией: потоплены: 2 транспорта (612 брт), 1 большой охотник, 4 мотобота, повреждены: 3 мотобота
  - минами: потоплены: 7 транспортов (18 048 брт), 2 сторожевых корабля и 1 большой охотник, повреждены: 1 транспорт (7 863 брт), 1 тральщик
- Балтийский флот
  - торпедами: потоплены: 4 транспорта (8 024 брт)
  - артиллерией: потоплены: 3 траулера (1 164 брт)

За годы войны «Катюши» выполнили 62 торпедные атаки, в которых были выпущены 183 торпеды. На 10 лодок типа «К», составлявших 5,9 % от численности советского подводного флота в годы Великой Отечественной войны, приходится 10,2 % всего подтверждённого тоннажа, потопленного советскими подводными лодками, в том числе лишь 3,5 % уничтоженного торпедами, 33,7 % уничтоженного артиллерией и 52,4 % уничтоженного минами. Ещё одно достижение числится за К-21, которая в годы войны стала единственной советской подводной лодкой, сумевшей выйти в атаку, хотя и безрезультатную, на боевой корабль размерами крупнее эсминца — линкор «Тирпиц».

#### Награды ПЛ типа «К»
- Орденом Красного Знамени были награждены «К-21», «К-52»
- Гвардейского звания была удостоена ПЛ «К-22»

### Послевоенный период
После войны в составе ВМФ СССР остались шесть подводных лодок типа «К», которые в 1948 году были собраны в составе 161-й бригады Северного флота. В 1949 году они были переклассифицированы в большие подводные лодки и К-21, К-51, К-52, К-53, К-55 и К-56 получили индексы, соответственно, Б-4 — Б-9. Значительная модернизация этих лодок не проводилась, так как на вооружение к тому времени начали поступать большие подводные лодки проекта 611, имевшие более высокие характеристики. Б-5 в 1952 году намечалось переоборудовать в опытовую для испытаний крылатых ракет 10ХН, но эти планы так и не были реализованы из-за прекращения работ над ракетой в феврале 1953 года. В 1954—1956 годах все лодки типа «К» были сняты с вооружения, после этого Б-9 переведена в разряд опытовых и потоплена 24 сентября 1957 года во время испытаний ядерного оружия. Остальные пять лодок были переоборудованы в плавучие зарядные станции, а уже в 1956—1958 годах — в учебно-тренировочные станции. Бывшая Б-7 была списана и впоследствии пущена на слом в 1960 году, бывшие Б-5, Б-6 и Б-8 — 1975, 1978 и 1979 годах. Бывшая Б-4 была в 1983 году отремонтирована и установлена в качестве мемориала в Североморске.

## Оценка проекта

### Конструкция
Прочный корпус лодок типа «К» в годы войны показал себя вполне отвечающим требованиям. Прочность же лёгкого корпуса оказалась явно недостаточной, как из-за спешно уменьшенной перед самым началом постройки толщины листов, так и из-за не освоенной до конца технологии сварки. В сборнике материалов, подготовленном Научно-техническим комитетом ВМФ в 1945 году указывалось, что именно по сварным швам между секциями балластных цистерн часто образовывались трещины, причём не только при взрывах глубинных бомб, порой даже сравнительно отдалённых, но даже и при сильных ударах волн. Более того, в отдельных местах корпуса сварные соединения лопались даже просто в сильные морозы. Волнорезные щиты торпедных аппаратов также оказались недостаточно прочными, из-за чего на Северном флоте их сняли со всех лодок уже в конце 1941 года, несмотря на вызывавшееся этим снижение надводной скорости до 20—20,4 узлов. Надстройка и ограждение рубки тоже порой не выдерживали штормов и деформировались или смещались.
Ряд проблем доставляла и силовая установка лодок. Так, дизельные двигатели 9ДКР работали в напряжённом режиме и были подвержены быстрому износу. Вдобавок, их расход топлива превысил запланированный и составлял, по данным сборника НТК ВМФ, от 5,5 до 8 тонн на ходовые сутки, что снижало реальную автономность лодок до 30—45 суток вместо предусмотренных проектом 50. По данным же командира бригады Балтийского флота, расход топлива при маневрировании на позиции составлял до 8,5—10 тонн, что в условиях зимнего времени и тогдашней оперативной обстановки снижало автономность лодки и вовсе до 20—24 суток.

### Сравнительная характеристика
«Катюши» фактически стали первым советским проектом крейсерских океанских субмарин. Их водоизмещение (1500/2100 т) было гораздо больше, чем у немецких океанских субмарин того времени (тип IX, 1938 год, 1000/1200 т) и сравнимо с крейсерскими подлодками США (типы «Гато» и «Балао», 1940 год, 1500/2400 т). Действовавшие в суровых условиях северных морей лодки типа «К» успешно показали себя, используя для потопления судов противника и торпеды, и артиллерию, и мины.

### Оценка боевого применения
Подводные лодки типа «К» изначально планировались для действий на значительном удалении от своих баз, в условиях открытого моря. Однако обстоятельства сложились так, что на Тихий океан, наиболее подходивший для них, лодки типа «К» так и не попали. Вместо этого, лодки Северного флота действовали в основном у побережья Норвегии, в зоне шхер, тогда как лодки Балтийского флота действовали в сравнительно мелководном Балтийском море, где испытывали затруднения даже существенно меньшие лодки типа «С». Как отметил в ходе войны в одном из своих докладов И. В. Травкин, командир балтийской К-52, использовать столь крупные лодки было необходимо на глубинах более 40 метров, поскольку даже на 40-метровой глубине 97-метровая лодка при срочном погружении могла просто удариться носом в грунт, в то время как её корма возвышалась над водой. Помимо повышенной опасности столкновения с дном, которое даже при сравнительно благоприятном исходе могло привести к разгерметизации топливно-балластных цистерн и потере скрытности, использование лодок типа «К» снижало эффективность их торпедных атак, так как командиры вынуждены были держаться на удалении от берега и зачастую производить стрельбу с предельных дистанций, когда вероятность попадания в цель была крайне мала.
Помимо затруднений, вызванных неподходящими условиями применения, лодки типа «К», как впрочем и остальные подводные лодки ВМФ СССР, страдали от низкой подготовленности экипажей и командиров, причём последних — даже более чем  на остальных типах лодок, поскольку длительное бездействие командиров во время затянувшегося строительства лодок приводило к утрате навыков. В результате, как из-за перечисленных проблем, так и из-за конструктивных недостатков, эффективность торпедной стрельбы лодок типа «К», с их мощным в теории торпедным вооружением — 6 носовых торпедных аппаратов кроме них, в советском флоте имели лишь устаревшие тип «Д» — оказалась сравнительно низкой: на 10 участвовавших в войне лодок, составлявших 5,9 % от всей численности советского подводного флота, пришлось лишь 3,5 % уничтоженного торпедным оружием подтверждённого тоннажа, причём на все шесть лодок типа «К» Северного флота имелось только две подтверждённые победы при помощи торпед. Потопленные лодками типа «К» при помощи артиллерии суда составили 33,7 % уничтоженного этим оружием тоннажа, что объясняется значительным превосходством в этой области над другими типами — ближайшие к ним по этому показателю, не считая неудачного типа «П», лодки типов «С» и «Д» имели вдвое меньшее вооружение. Кроме того, на шесть лодкок типа «К», оснащённых минными устройствами, пришлось 52,4 % всего потопленного при помощи этого оружия тоннажа, что превышает аналогичный показатель куда более многочисленных подводных минных заградителей типа «Л», составивших остальные 47,6 % — даже несмотря на постоянные проблемы с минным устройством самих «К».